# 叉𧐐科
。

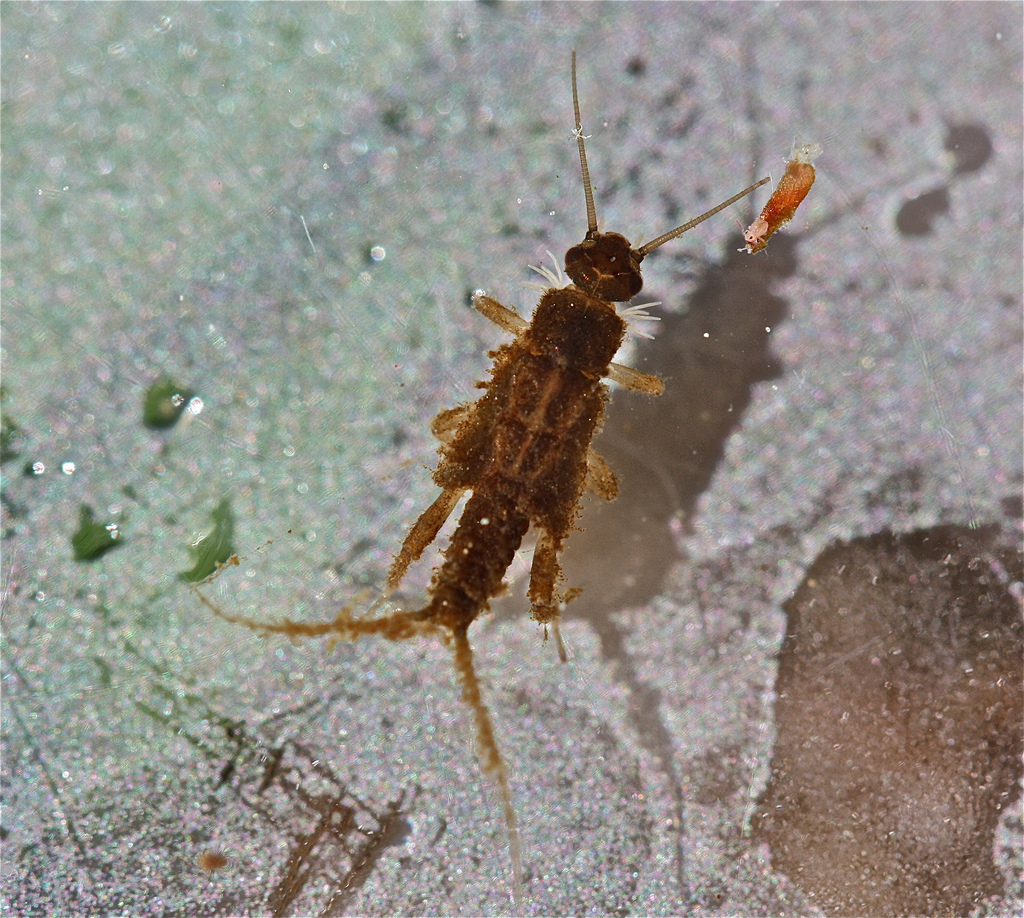
一隻倍叉襀屬（Amphinemura）昆蟲的若蟲。

叉𧐐科（學名：Nemouridae，或作叉襀科）是襀翅目叉𧐐超科（Nemouroidea）之下的一個科。根據Catalogue of Life，本科現時有物種609種；而The Tree of Life Web Project認為本科包括超過700個已描述的物種，主要分佈於全北界。
儘管這些昆蟲棲息於多類型的流動水體環境，但牠們傾向於在小溪流棲息。牠們的若蟲很容易辨認，有寬闊的身體、帶有發散的護翼。

## 屬
本科包括下列20個屬，可分為兩個亞科，計有：
- 倍叉襀亞科 Amphinemurinae
  - 倍叉襀屬 Amphinemura Ris, 1902[7]
  - 印叉襀屬（瑞典语：Indonemoura） Indonemoura（瑞典语：Indonemoura） Baumann, 1975[7]：原為原叉襀屬的亞屬[6]。
  - Malenka Ricker, 1952
  - Mesonemoura（瑞典语：中叉襀屬） Mesonemoura（瑞典语：Mesonemoura） Baumann, 1975[7]：原為倍叉襀屬的亞屬[6]。
  - 原叉襀属 Protonemura Kempny, 1898
- 其他
  - 依叉襀屬（瑞典语：Illiesonemoura） Illiesonemoura（瑞典语：Illiesonemoura） Baumann, 1975[7]：原為倍叉襀屬的亞屬[6]。
  - Lednia（英语：Lednia） Ricker, 1952
  - Nanonemoura（瑞典语：Nanonemoura） Baumann & Fiala, 2001
  - 叉襀属（英语：Nemoura） Nemoura（英语：Nemoura） Latreille, 1796
  - Nemurella（瑞典语：Nemurella） Kempny, 1898
  - Ostrocerca（英语：Ostrocerca） Ricker, 1952
  - Paranemoura（英语：Paranemoura） Needham & Claassen, 1925
  - Podmosta（英语：Podmosta） Ricker, 1952
  - Prostoia（英语：Prostoia） Ricker, 1952
  - Shipsa（英语：Shipsa） Ricker, 1952
  - 华叉襀属 Sinanemoura Wang, 2007[7]
  - Soyedina（英语：Soyedina） Ricker, 1952
  - 球叉襀属（瑞典语：Sphaeronemoura） Sphaeronemoura（瑞典语：Sphaeronemoura） Shimizu & Sivec, 2001[7]
  - Tominemoura Sivec & Stark, 2009
  - Visoka Ricker, 1952
  - Zapada（英语：Zapada） Ricker, 1952

## 延伸閱讀
- Arnett, Ross H. . CRC Press. 30 July 2000. ISBN 978-0-8493-0212-1.
- DeWalt, R; Cao, Y; Tweddale, T; Grubbs, S; Hinz, L; Pessino, M; Robinson, J. . ZooKeys. 2012, (178): 1–26. PMC 3317619 . PMID 22539876. doi:10.3897/zookeys.178.2616.

## 外部連結
- 維基物種上的相關：叉𧐐科